# Kövi rák
A kövi rák (Austropotamobius torrentium, régebben Astacus torrentium) az ízeltlábúak közé tartozó tízlábú rákok egyik faja. Képviselői kizárólag édesvíziek. Magyarországon védett állatok, természetvédelmi értékük 50 000 Ft.

## Jellemzői
8–12 cm nagyságú. Az olló zömök, gömbölyded. A fejtoron a szem mögött csak egy pár kitinléc látható (a folyami rákon és a kecskerákon itt két pár kitinléc van). A hosszú, keskeny csőrnyúlványról hiányzik a középső él, szélei többé-kevésbé párhuzamosak. A félkörös nyakbarázda két végén nincs fog. Barnászöld, néha kékes árnyalatú. A tízlábú rákok között ez a legkisebb hazai faj.

## Életmódja
A kövi rák tiszta vizű, kavicsos vagy köves medrű patakokban, a kövek alatt tartózkodik. Faroklegyezőjének lökésszerű csapásaival és potrohának begörbítésével úszik hátrafelé. Alkonyat után szeret járni. A kövi rák mindenevő, táplálékát főleg férgek, csigák és kagylók alkotják, de egyéb állatokat, sőt dögöt is fogyaszt.

## Élőhelye
Hegyvidéki patakokban (Magyarországon pl. Pilis, Börzsöny, Kőszegi-hegység, Bükk hegység) él. Előfordul még Ausztriában, Bosznia-Hercegovinában, Bulgáriában, Horvátországban, Csehországban, Németországban, Észak-Macedóniában, Romániában, Oroszországban, Szerbiában, Montenegróban, Szlovákiában, Szlovéniában és Svájcban is.

## Szaporodása
A kövi ráknak nincs szabadon úszó lárvája. A lárvák már a petében szinte teljesen kész rákocskákká fejlődnek, és rövid idő múlva önálló életet kezdenek.